# Чемпіонат світу з біатлону 2005
41-й чемпіонат світу з біатлону проходив у Гохфільцені, Австрія, з 4 березня по 13 березня 2005 року. До програми чемпіонату входило вперше 11 змагань із окремих дисциплін: спринту, переслідування, індивідуальної гонки, мас-старту, естафет — жіночої, чоловічої, а також змішаної естафети. Змішана естафета вперше ввійшла до програми чемпіонату світу і проводилася окремо в рамках останнього етапу Кубка світу в Ханти-Мансійську.

## Медалісти та призери

### Чоловіки
| Дисципліна                 | Золото                                                                    | Золото              | Срібло                                                            | Срібло              | Бронза                                                                  | Бронза              |
| Індивідуальна гонка, 20 км | Роман Досталь Чехія                                                       | 1:00:24.5 (0+0+0+1) | Міхаель Грайс Німеччина                                           | 1:00:33.9 (0+0+0+0) | Рікко Ґросс Німеччина                                                   | 1:00:51.4 (1+0+0+1) |
| Спринт 10 км               | Рафаель Пуаре Франція                                                     | 24:37.5 (1+0)       | Свен Фішер Німеччина                                              | 24:48.0 (1+0)       | Ілмарс Бріціс Латвія                                                    | 25:01.5 (0+0)       |
| Персьют 12,5 км            | Уле-Ейнар Б'єрндален Норвегія                                             | 36:41.4 (0+1+1+1)   | Сергій Чепіков Росія                                              | 37:20.6 (0+0+0+0)   | Свен Фішер Німеччина                                                    | 37:32.1 (2+0+1+0)   |
| Мас-старт 15 км            | Уле-Ейнар Б'єрндален Норвегія                                             | 40:51.9 (1+0+2+0)   | Свен Фішер Німеччина                                              | 41:03.8 (0+1+1+1)   | Рафаель Пуаре Франція                                                   | 41:12.5 (0+0+1+1)   |
| Естафета 4 x 7,5 км        | Норвегія Халвар Ханевольд Стіан Екгофф Егіл Г'єлланд Уле-Ейнар Б'єрндален | 1:21:59.2           | Росія Сергій Рожков Микола Круглов Павло Ростовцев Сергій Чепіков | 1:22:25.2           | Австрія Даніель Мезотіч Фрідріх Пінтер Вольфганг Роттманн Крістоф Зуман | 1:22:42.5           |

### Жінки
| Дисципліна          | Золото                                                                          | Золото            | Срібло                                                         | Срібло            | Бронза                                                                       | Бронза            |
| Індивідуальна 15 км | Андреа Генкель Німеччина                                                        | 52:37.5 (0+1+0+0) | Сунь Рібо КНР                                                  | 53:07.7 (0+1+0+1) | Лінда Груббен Норвегія                                                       | 53:11.8 (1+0+0+0) |
| Спринт 7,5 км       | Уші Дізль Німеччина                                                             | 21:58.6 (0+0)     | Ольга Зайцева Росія                                            | 22:02.1 (0+0)     | Олена Зубрилова Білорусь                                                     | 22:25.2 (0+0)     |
| Персьют 10 км       | Уші Дізль Німеччина                                                             | 33:32.5 (1+0+2+1) | Сяньін Лю КНР                                                  | 33:50.4 (0+1+1+2) | Ольга Зайцева Росія                                                          | 34:13.1 (0+1+1+2) |
| Мас-старт 12,5 км   | Гро Маріт Істад Крістіансен Норвегія                                            | 41:40.3 (0+1+0+3) | Анна-Карін Улофсон Швеція                                      | 41:44.0 (0+1+1+1) | Ольга Медведцева Росія                                                       | 41:48.7 (1+1+1+0) |
| Естафета 4 x 6 км   | Росія Ольга Медведцева Світлана Ішмуратова Ганна Богалій-Титовець Ольга Зайцева | 1:13:44.4         | Німеччина Уші Дізль Катрін Апель Андреа Генкель Каті Вільгельм | 1:14:25.8         | Білорусь Катерина Виноградова Ольга Назарова Людмила Ананько Олена Зубрилова | 1:14:37.6         |

### Змішана естафета
| Гонка:                                 | Золото:                                                                  | Час       | Срібло:                                                                    | Час       | Бронза:                                                        | Час       |
| Змішана естафета 2 x 6 км + 2 x 7,5 км | Росія І Ольга Медведцева Світлана Ішмуратова Іван Черезов Микола Круглов | 1:13:24.1 | Росія ІІ Ганна Богалій-Титовець Ольга Зайцева Сергій Чепіков Сергій Рожков | 1:13:31.4 | Німеччина І Уші Дізль Каті Вільгельм Міхаель Грайс Рікко Ґросс | 1:13:58.3 |

## Таблиця медалей
| Місце  | Країна    | Золото | Срібло | Бронза | Загалом |
| ------ | --------- | ------ | ------ | ------ | ------- |
| 1      | Норвегія  | 5      | 0      | 1      | 6       |
| 2      | Німеччина | 3      | 4      | 3      | 10      |
| 3      | Росія     | 2      | 4      | 2      | 8       |
| 4      | Чехія     | 1      | 0      | 0      | 1       |
| 5      | КНР       | 0      | 2      | 0      | 2       |
| 6      | Швеція    | 0      | 1      | 0      | 1       |
| 7      | Білорусь  | 0      | 0      | 2      | 2       |
| 8      | Франція   | 0      | 0      | 1      | 1       |
| 8      | Австрія   | 0      | 0      | 1      | 1       |
| 8      | Латвія    | 0      | 0      | 1      | 1       |
| Всього | Всього    | 11     | 11     | 11     | 33      |